# Chlorophorus proannulatus
Chlorophorus proannulatus là một loài bọ cánh cứng trong họ Cerambycidae.